# Амарал, Афраниу Помпилиу Гастуш ду
Афраниу Помпилиу Гастуш ду Амарал (порт. Afrânio Pompílio Gastos do Amaral; 1894—1982) — бразильский герпетолог.

## Биография
В юности помогал ловить змей Эмилю Августу Гёльди. Изучал медицину в университете штата Баия. В 1916 году защитил диссертацию на тему паразитических червей. С 1917 года работал в институте Бутантана, занимающаяся разработкой противоядий. Амарал руководил отделом змей. Он опубликовал более 450 трудов и описал пятнадцать новых родов и около сорока видов змей.

## Эпонимы
В честь Амарала названы:
- Gymnodactylus amarali Barbour, 1925
- Caaeteboia amarali (Wettstein, 1930)
- Mastigodryas amarali (Stuart, 1938)
- Boa constrictor amarali (Stull, 1932)[2]

## Таксоны описанные Амаралом
- Acratosaura mentalis (Amaral, 1933)
- Anolis nasofrontalis Amaral, 1933
- Anolis pseudotigrinus Amaral, 1933
- Anotosaura Amaral, 1933
- Anotosaura collaris Amaral, 1933
- Apostolepis niceforoi Amaral, 1935
- Apostolepis polylepis Amaral, 1921
- Atractus lasallei Amaral, 1931
- Atractus limitaneus (Amaral, 1935)
- Atractus loveridgei Amaral, 1930
- Atractus nicefori Amaral, 1930
- Atractus nigriventris Amaral, 1933
- Atractus oculotemporalis Amaral, 1932
- Atractus pamplonensis Amaral, 1937
- Atractus punctiventris Amaral, 1933
- Atractus serranus Amaral, 1930
- Atractus trihedrurus Amaral, 1926
- Atractus trivittatus Amaral, 1933
- Bachia bresslaui (Amaral, 1935)
- Bothrocophias andianus (Amaral, 1923)
- "Bothrocophias hyoprora" (Amaral, 1935)
- "Bothrops brazili" Amaral, 1923
- "Bothrops erythromelas" Amaral, 1923
- "Bothrops insularis" (Amaral, 1921)
- "Bothrops matogrossensis" Amaral, 1925
- "Bothrops pauloensis" Amaral, 1925
- "Bothrops pirajai" Amaral, 1923
- "Calamodontophis" Amaral, 1963
- "Calamodontophis paucidens" (Amaral, 1936)
- "Clelia equatoriana" (Amaral, 1924)
- "Coleodactylus brachystoma" (Amaral, 1935)
- "Colobodactylus" Amaral, 1933
- "Colobodactylus taunayi" Amaral, 1933
- "Dracaena paraguayensis" Amaral, 1950
- "Drymoluber" Amaral, 1929
- "Elapomorphus spegazzinii suspectus" Amaral, 1924
- "Erythrolamprus longiventris" (Amaral, 1925)
- "Erythrolamprus reginae macrosoma" (Amaral, 1936)
- "Helicops danieli" Amaral, 1938
- "Helicops gomesi" Amaral, 1921
- "Helminthophis praeocularis" Amaral, 1924
- "Hemidactylus brasilianus" (Amaral, 1935)
- "Leptodrymus" Amaral, 1927
- "Lioheterophis" Amaral, 1935
- "Lioheterophis iheringi" Amaral, 1935
- "Liotyphlops beui" (Amaral, 1924)
- "Mastigodryas" Amaral, 1935
- "Mastigodryas danieli" Amaral, 1935
- "Micrurus albicinctus" Amaral, 1926
- "Micrurus stewarti" Barbour & Amaral, 1928
- "Philodryas arnaldoi" (Amaral, 1932)
- "Philodryas livida" (Amaral, 1923)
- "Pseustes shropshirei" (Barbour & Amaral, 1924)
- "Trilepida koppesi" (Amaral, 1955)
- "Trilepida salgueiroi" (Amaral, 1955)
- "Uromacerina" Amaral, 1929

## Избранные публикации
- "A general consideration of snake poisoning and observations on neotropical pit-vipers", 1925.
- "South American snakes in the collection of the United States National Museum", 1925.
- "Animaes venenosos do Brasil ", 1930.
- "Animais veneniferos, venenos e antivenenos ", 1945.
- "Linguagem científica ", 1976.
- "Serpentes do Brasil: iconografia colorida [= Brazilian snakes: a color iconography]", 1977.[3]